# La pequeña Dorrit

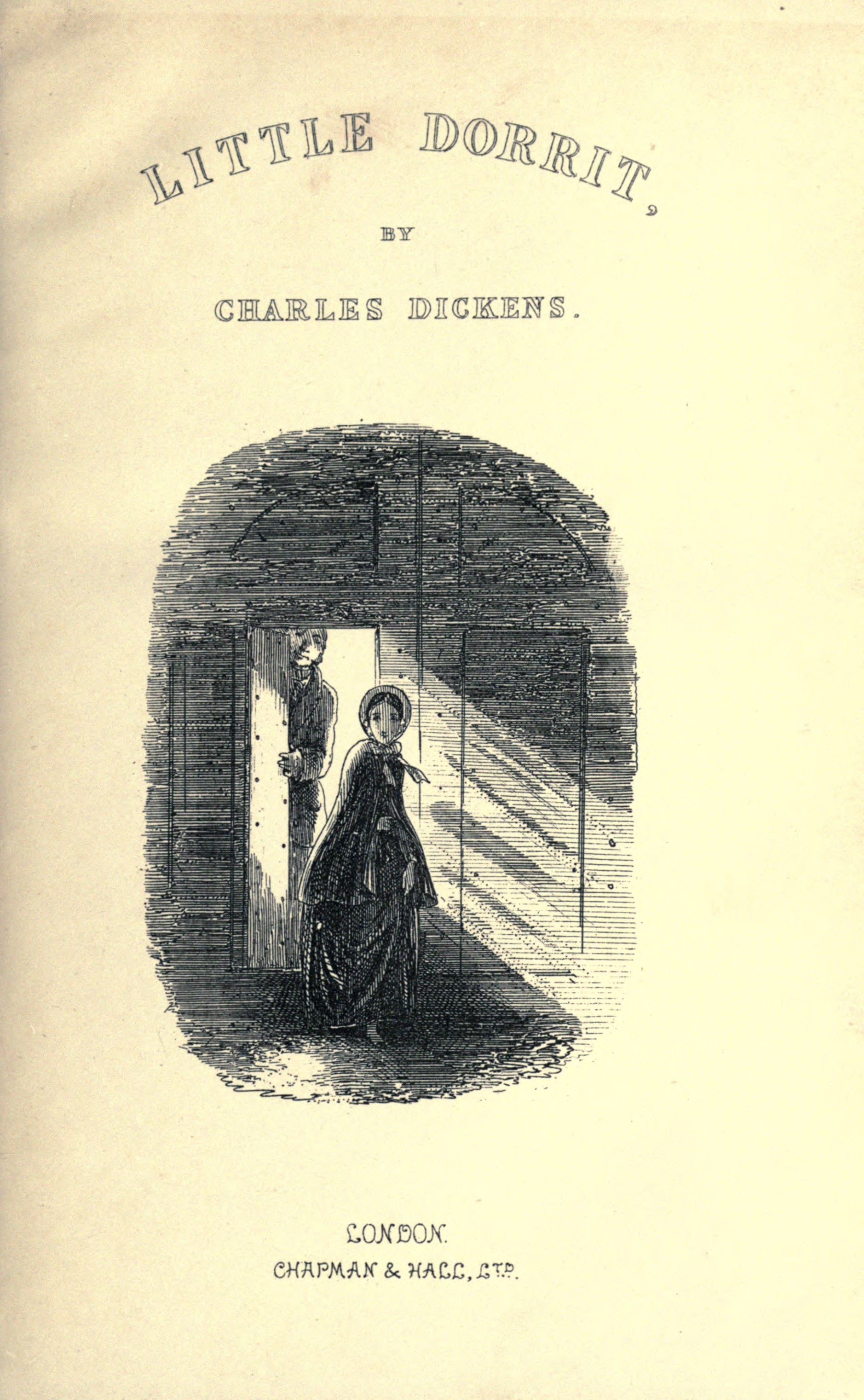
Portada de la versión inglesa.

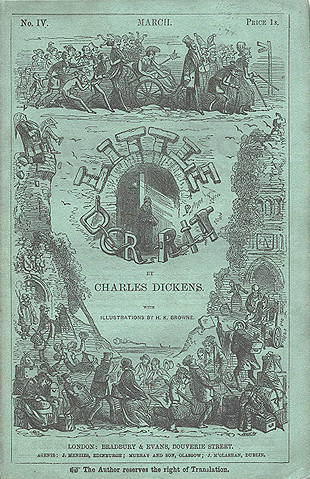
Volumen IV del serial. 1856.

La pequeña Dorrit (en inglés original, Little Dorrit) es una novela escrita por Charles Dickens, publicada por entregas mensuales entre diciembre de 1855 y junio de 1857. La obra es una sátira de la incompetencia del gobierno de la época y la hipocresía de la sociedad victoriana. 
Buena parte de las críticas de Dickens se centran en las prisiones de deudores de la época, lugares en los que los deudores eran encarcelados sin posibilidad de trabajar, hasta que pagaban sus deudas. En muchos casos, el deudor pasaba décadas en prisión antes de ser amnistiado ante la evidencia de su incapacidad de pagar o moría en prisión olvidado. Para criticar esta situación, Dickens sitúa buena parte de la trama en la cárcel de Marshalsea, ubicada en el margen derecho del río Támesis a su paso por Londres. El autor describe esta prisión con intensidad debido a que su propio padre fue encarcelado allí.
Buena parte del resto de las críticas se centran en los problemas sociales de su tiempo: la industrialización y la seguridad de los trabajadores; la incompetente e innecesaria burocracia de la administración británica, para la cual crea el ficticio "Negociado del Circunloquio", cuya principal misión es "cómo no hacer nada", ni dejar hacerlo; la incapacidad de la sociedad británica para reconocer el talento individual o el desprecio de las clases altas hacia las clases inferiores. 

## Publicación original
La pequeña Dorrit se publicó inicialmente en 19 entregas mensuales de 32 páginas que contenían, además, dos ilustraciones de Phiz. El coste de cada entrega era de un chelín, salvo el de la última entrega, que al ser doble costó 2 chelines. Posteriormente, la novela se publicó en dos volúmenes, y a partir de ahí se ha ido reeditando, como el resto de la obra de Dickens,  hasta nuestros días. 
El orden de las entregas originales fue el siguiente:
- I - diciembre de 1855 (capítulos 1–4)
- II - enero de 1856 (capítulos 5–8)
- III - febrero de 1856 (capítulos 9–11)
- IV - marzo de 1856 (capítulos 12–14)
- V - abril de 1856 (capítulos 15–18)
- VI - mayo de 1856 (capítulos 19–22)
- VII - junio de 1856 (capítulos 23–25)
- VIII - julio de 1856 (capítulos 26–29)
- IX - agosto de 1856 (capítulos 30–32)
- X - septiembre de 1856 (capítulos 33–36)

## Resumen
Comienza en una prisión de Marsella, donde se encuentra el asesino Rigaud, que se jacta ante su compañero de celda de que ha matado a su rica esposa. Desembarca en la misma ciudad un grupo de ingleses, entre los que se encuentra el protagonista de la novela, Arthur Clennam, que regresa a Londres tras haber pasado los últimos veinte años en China comerciando, sin haber labrado gran fortuna, junto con su padre, que ha muerto hace poco. 
En Londres, Dickens nos presenta a William Dorrit, un antiguo caballero que lleva tanto tiempo en la cárcel  de deudores de Marshalsea que sus hijos -la snob Fanny, el vago Edward (alias Tip) y la sacrificada Amy (conocida con el sobrenombre de "Pequeña Dorrit") - han crecido entre sus muros, aunque, a diferencia de su padre, pueden salir de prisión a voluntad. 
Al regresar a Londres, Arthur visita a su madre, la Sra. Clennam, una mujer inválida de rígidas costumbres protestantes. Esta vive una peculiar y tensa relación con su mayordomo, Jeremiah Flintwinch, quien cree poder hacer de ella lo que quiere, y de hecho logra que lo nombre socio de la compañía familiar Clennam, ahora que Arthur la ha abandonado. En casa de su madre  Arthur conoce a la pequeña Dorrit, que trabaja allí como acompañante de la señora Clennam para ganarse el sustento. Arthur se siente intrigado por la joven y un día la sigue y descubre que vive en la prisión de Marshalsea; Amy acaba por darse cuenta de que la estaba siguiendo y le confiesa su triste historia. A partir de este momento, Arthur se interesa por los asuntos de la familia Dorrit, y trata de ayudarlos, para lo cual tiene que lidiar con El negociado del circunloquio, un cuerpo burocrático ineficaz y corrupto  que no hace otra cosa que ponerle trabas. La pequeña Dorrit no tarda en enamorarse de Arthur.
Al tiempo, Arthur continúa en relación con los Meagles, una  familia acomodada con la que había coincidido en su viaje de regreso a Europa y se enamora de su única hija, una muchacha caprichosa y consentida. A través de ellos, conoce a Daniel Doyce, un ingeniero brillante que ha tratado de vender sus creaciones al gobierno inglés. Decide ayudarlo y se convierte en su socio comercial.
En una visita a su antigua prometida, Flora Finching, Clennam conoce al señor Pancks, secretario y socio en los negocios del padre de Flora, con quien, tras una serie de pesquisas no reveladas, acaba por descubrir que William Dorrit es el heredero de una gran fortuna con la que por fin podrá pagar sus deudas y salir de la cárcel.
El señor Dorrit queda libre y decide que, dada la fabulosa herencia que ha recibido, su familia debería darse el lujo de viajar por distintos lugares de Europa e Italia; los miembros de la familia, con excepción de la pequeña Amy, cambia de costumbres y adoptan maneras de nuevos ricos. El señor Dorrit deposita buena parte de su fortuna en la banca Merdle, recomendada por Arthur Clennam, quien cree haber visto en Merdle a un visionario de las finanzas. 
Tras un  ataque de senilidad, William Dorrit muere  en Italia; la pequeña Dorrit regresa a Londres a vivir con su hermana Fanny, recién casada con Edmund Sparkler, un petimetre hijastro de Merdle.
Los fraudulentos negocios de la banca Merdle, basados en un esquema piramidal, la llevan a la ruina, y con ella tanto a Arthur como a los Dorrit. Arthur Clennam, muy endeudado, acaba enfermo en la prisión de Marshalsea; Amy, la pequeña Dorrit, lo cuida. Entre tanto, el temible Rigaud, que llevaba un tiempo en Londres, descubre que la dureza con que la Sra. Clennam trataba a Arthur se debe a que en realidad Arthur no es hijo suyo, sino de su difunto marido, y que su interés en la pequeña Dorrit, y la razón por la que la había empleado como dama de compañía, se debía a que la pequeña Dorrit es la heredera de una gran propiedad. Trata de chantajearla por ello, pero la señora Clennam se adelanta y se lo confiesa todo a la pequeña Dorrit; esta teme que si reclama la herencia, Rigaud cuente al mundo entero que Arthur es hijo bastardo y decide callar.
Afortunadamente, Daniel Doyce, que harto de las trabas del gobierno inglés se había ido al extranjero a vender sus inventos, vuelve  rico y paga las deudas de Arthur, que sale de prisión.  Arthur y Amy se casan y viven una existencia feliz .

## Adaptaciones
Little Dorrit ha sido adaptada al cine en cuatro ocasiones: las tres primeras de 1913, 1920 y 1934, son películas menores; la cuarta, de 1988, titulada Little Dorrit , fue un éxito en el Reino Unido y tiene entre su elenco de actores a Alec Guinness y a Derek Jacobi.
En España se hizo una quinta adaptación en forma de miniserie que fue producida por RTVE y emitida entre 1970 y 1971; dirigida por Pilar Miró y protagonizada por Ana Belén.
Una sexta adaptación en forma de miniserie fue producida por la BBC y emitida  durante 2008; escrita por Andrew Davies, actuaron Claire Foy, Freema Agyeman, Bill Paterson, Andy Serkis, Matthew Macfadyen, Tom Courtenay, Janine Duvitski, James Fleet, Ruth Jones, Eve Myles, Mackenzie Crook, Stephane Cornicard, Anton Lesser, Alun Armstrong, Emma Pierson and Amanda Redman.

## Traducciones al castellano
Little Dorrit ha sido objeto de numerosas adaptaciones destinadas al público juvenil. Solo en tres ocasiones se ha traducido la obra íntegramente.
La niña Dorrit, traducción de Enrique Leopoldo de Verneuil, Ed. Daniel Cortezo, Barcelona, 1885.
La pequeña Dorrit, traducción de José Méndez Herrera, Aguilar, Madrid, 1960.
La pequeña Dorrit, traducción de Ismael Attrache Sánchez y Carmen Francí Ventosa, Alba Editorial, Barcelona, 2012. Traducción galardonada con el Premio Esther Benítez de traducción en su VIII edición, otorgado por los socios de ACE Traductores.